# Polymethylhydrosiloxan
Polymethylhydrosiloxan (zkráceně PMHS) je polymerní siloxan s obecným vzorcem -(CH3(H)Si-O)-. Používá se v organické chemii jako redukční činidlo, které snadno přenáší hydridové ionty na kovová centra, i u řady dalších redukovatelných funkčních skupin.
PMHS se připravuje hydrolýzou methyldichlorsilanu:
n MeSiHCl2 + n H2O → (MeSiHO)n + 2n HCl
Podobný polymer polydimethylsiloxan (PDMS), neobsahující vazby Si-H, nemá redukční vlastnosti.
PMHS se používá na konverzi tributylcínoxidu na tributylcín:
2 (MeSiHO)n + (Bu3Sn)2O → (Me2Si2O)n + 2 Bu3SnH